# Friedrich Wehde
Friedrich Wehde (* im 19. Jahrhundert; † im 20. Jahrhundert) war ein deutscher Glasmaler und Hoffotograf.

## Leben

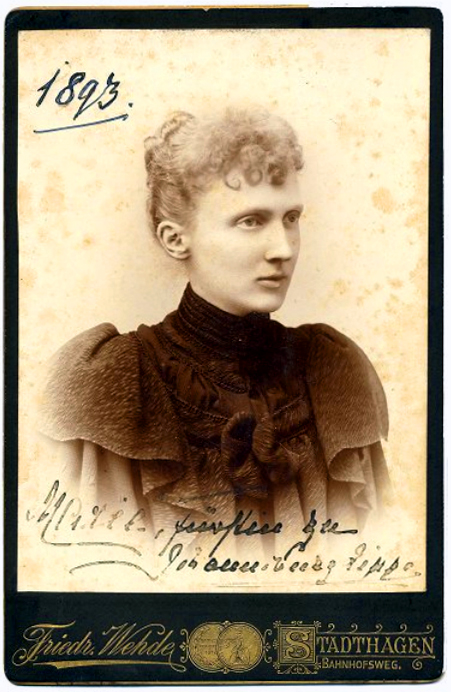
Kabinettfotografie aus dem Stadthagener Atelier des Hoffotografen, 1893 signiert von Marie Anna Fürstin zu Schaumburg-Lippe

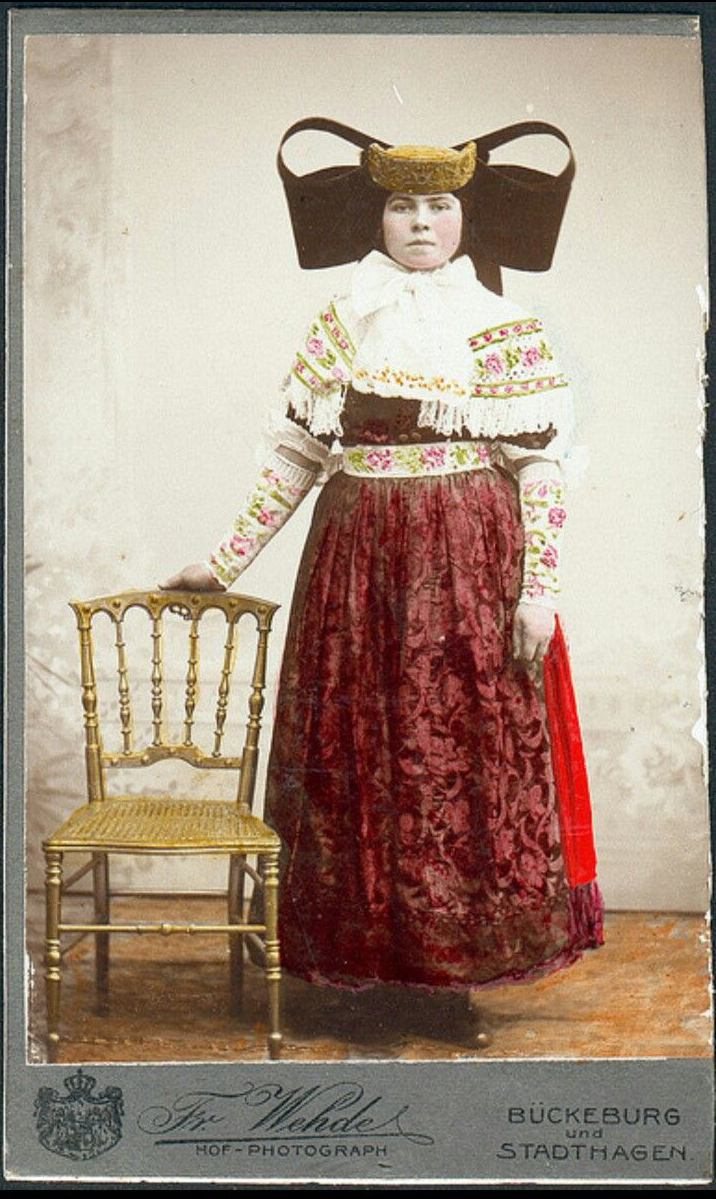
Handkolorierte Aufnahme einer jungen Frau in Schaumburger Tracht, um 1900

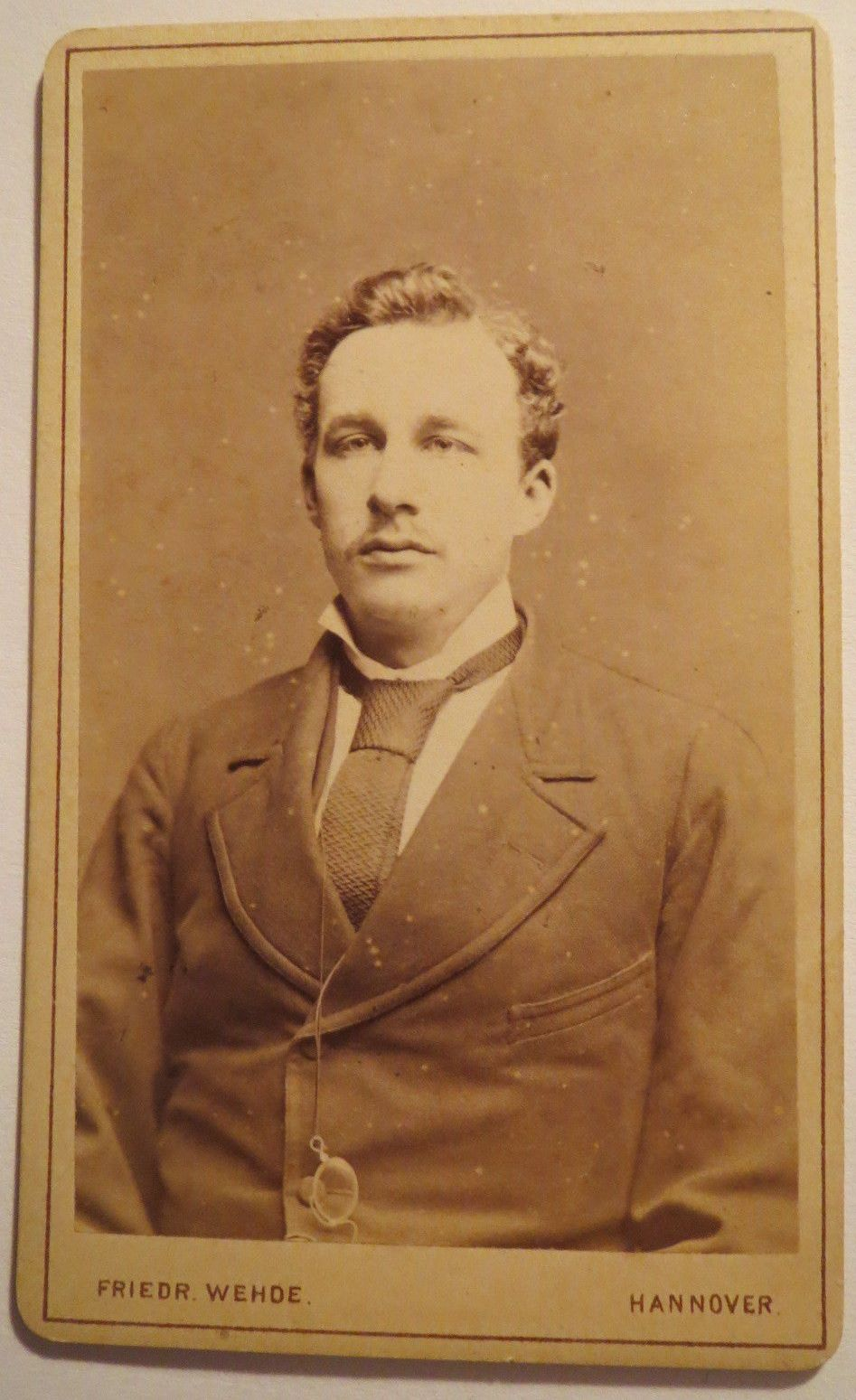
Carte de Visite von Wehde, gewidmet von „E. Jakobi seinem lieben Wutschke zur Freude. Ergebenst - Tübingen SS (18)88“

Friedrich Wehde hatte sich im 19. Jahrhundert einen nicht unbedeutenden Ruf als Glasmaler geschaffen, unter anderem als Schöpfer zahlreicher Kirchenfenster. Nachdem er auf der Gewerbeausstellung 1878 in Hannover für seine Leistungen eine Medaille erhalten hatte, betrieb er laut dem Revers einer seiner Cartes de Visite (CdV) in der damaligen Osterstraße 83 in Hannover ein Atelier sowohl für Fotografie als auch für Glasmalerei. In der Gründerzeit des Deutschen Kaiserreichs eröffnete er seine Firma jedoch erst im Dezember 1879 in Hannover. Laut der Zeitschrift Musikalisches Wochenblatt war 1881 bei Wehde ein „[...] Porträt des Schriftstellers und Tondichters Edmund v. Hagen“ erschienen; das Werk des Künstlers konnte dann „[...] durch alle Buch-, Musikalien- und Kunsthandlungen bezogen werden.“
1883 siedelte Wehde nach Stadthagen über, wurde durch das Haus Schaumburg-Lippe zum Hoffotografen erhoben. Aus seinem Atelier am Bahnhofsweg 6 in Stadthagen datiert ein 1893 handschriftlich von der früheren Prinzessin von Sachsen-Altenburg und seinerzeitigen Marie Anna Fürstin zu Schaumburg-Lippe signiertes Brustbild im Kabinettformat.
Insbesondere jedoch hinterließ Wehde, der neben demjenigen in Stadthagen auch ein Atelier in Bückeburg unterhielt, zahlreiche oftmals handkolorierte Aufnahmen von Frauen in Bückeburger Trachten – ähnlich wie der in Bückeburg und Bad Eilsen tätige Fotograf F. W. Kuhlmann oder der ebenfalls in Bückeburg tätige Hoffotograf William Focke.
Nach dem Ersten Weltkrieg und zu Beginn der Weimarer Republik hatte Wehdes Sohn die nun Hofphotograph Friedrich Wehde Nachf., Inh. O. Wehde genannte Firma übernommen.